# Ластарца, Роланд
Роланд Ла Старца (англ. Roland La Starza; 12 мая 1927, Бронкс, Нью-Йорк — 30 сентября 2009, Port Orange, Флорида) — американский боксёр-профессионал, непобеждённый боксёр с 7 июля 1947 года по 24 марта 1950 года, когда он проиграл решением судей Рокки Марчиано. 
После окончания спортивной карьеры — актёр, снявшийся в нескольких фильмах и сериалах.

## Биография

### Ранние годы
Роланд Ластарца родился 12 мая 1927 года в Бронксе, где прошли его детство и юность. С юности Ластарца был успешным боксёром и успешно начал любительскую карьеру, выиграв 5 титулов «Золотые перчатки» в Нью-Йорке в 1944 и 1945 годах. 

### Профессиональная карьера
7 июля 1947 года Ластарца начал профессиональную карьеру и одержал 37 побед подряд, не проиграв ни одного боя. Это позволило Ластарце принять участие в главном бою в своей карьере с другим непобеждённым боксёром Рокки Марчиано. Их бой состоялся 24 марта 1950 года в Нью-Йорке на арене «Мэдисон-сквер-гарден». Ластарца проиграл этот бой раздельным решением судей, хотя Ластарца имел преимущество и почти победил своего соперника.
После первого поражения в карьере Ластарца продолжил свою карьеру, одержав 10 побед подряд. 21 декабря 1951 года на арене «Мэдисон-сквер-гарден» Ластарца проиграл бой итоговым решением судей Дэну Буччерони. После четырёх побед, в том числе и победы в бое-реванше над Буччерони, 9 октября 1952 года он проиграл бой Роки Джонсу. 
24 сентября 1953 года в Нью-Йорке состоялся реванш c Рокки Марчиано, который называли «Бой года» по версии журнала «Ринг». В этом бою Ластарца имел небольшое преимущество, которое продлилось недолго. В 9-м раунде Ластарца получил тяжёлый удар в челюсть, который Марчиано нанёс ему с правой руки. В 11-м раунде Ла Старца был отправлен в тяжёлый нокдаун. Ластарца поднялся и Марчиано продолжал атаковать серией ударов и рефери боя Руби Гольштейн остановил бой, зафиксировав технический нокаут. После поражения Ластарца был госпитализирован в больницу, где ему потребовалась операция, поскольку у него были повреждены руки.
Вернувшись на ринг, 30 марта 1954 года Ластарца проиграл бой британцу Дону Коккеллу. Затем он провёл 8 поединков, 4 из которых завершились поражениями. Последний бой Ластарца провёл 8 мая 1961 года в Сан-Франциско против Монро Рэтлиффа, которому он проиграл. Всего за профессиональную карьеру Ластарца провёл 66 боёв, одержав 57 побед, в 27 из которых он нокаутировал соперников.

### Карьера актёра
По окончании боксёрской карьеры снимался в кино и сериалах, играя как правило роли второго плана, среди них был фильмы «Выстрел в упор» и «Команда». Всего за недолгую актёрскую карьеру снялся в 8 фильмах и сериалах.

### Смерть
Скончался 30 сентября 2009 года в Порт-Ораднже (Флорида) в возрасте 82 лет.